# William Heath Robinson
William Heath Robinson (31 de maio de 1872 - 13 de setembro de 1944) foi um cartunista, ilustrador e artista inglês, mais conhecido por desenhos de máquinas caprichosamente elaboradas para atingir objetivos simples.
A citação mais antiga no Oxford English Dictionary para o uso de "Heath Robinson" como substantivo, descrevendo qualquer artifício desnecessariamente complexo e implausível, é de 1917. Uma "engenhoca de Heath Robinson" talvez seja mais comumente usada em relação a consertos temporários usando engenhosidade e o que estiver à mão, geralmente barbante e fita adesiva, ou canibalizações improváveis. Sua popularidade contínua estava, sem dúvida, ligada à escassez da Grã-Bretanha durante a Segunda Guerra Mundial e à necessidade de "fazer e consertar".

## Início da vida
William Heath Robinson nasceu em Hornsey Rise, Londres, em 31 de maio de 1872 em uma família de artistas em Stroud Green, Finsbury Park, norte de Londres. Seu avô Thomas, seu pai Thomas Robinson (1838-1902) e seus irmãos Thomas Heath Robinson (1869-1954) e Charles Robinson (1870-1937) trabalharam como ilustradores. Seu tio Charles foi ilustrador do The Illustrated London News.

## Carreira

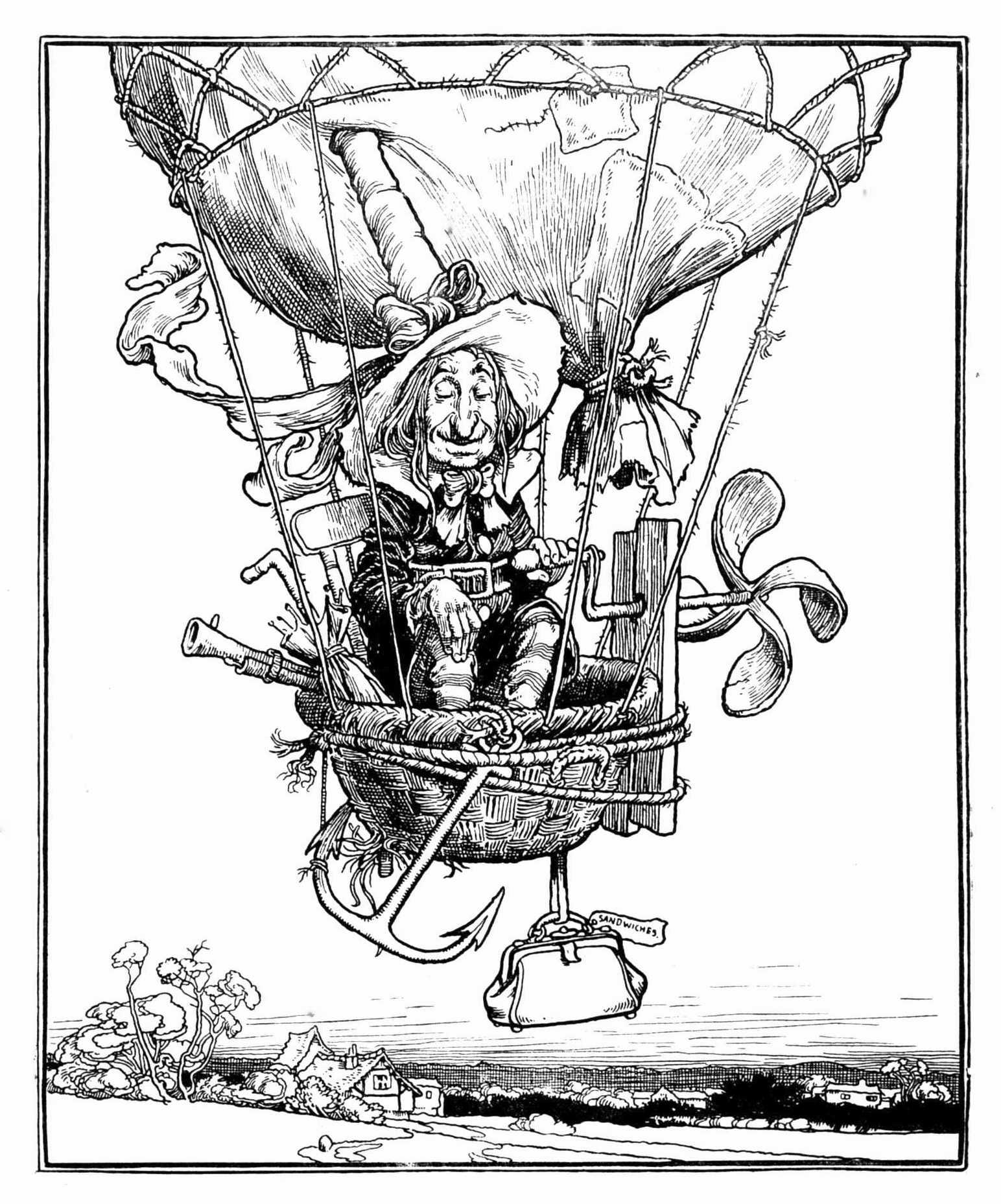
Uma ilustração de The Adventures of Uncle Lubin (1902).

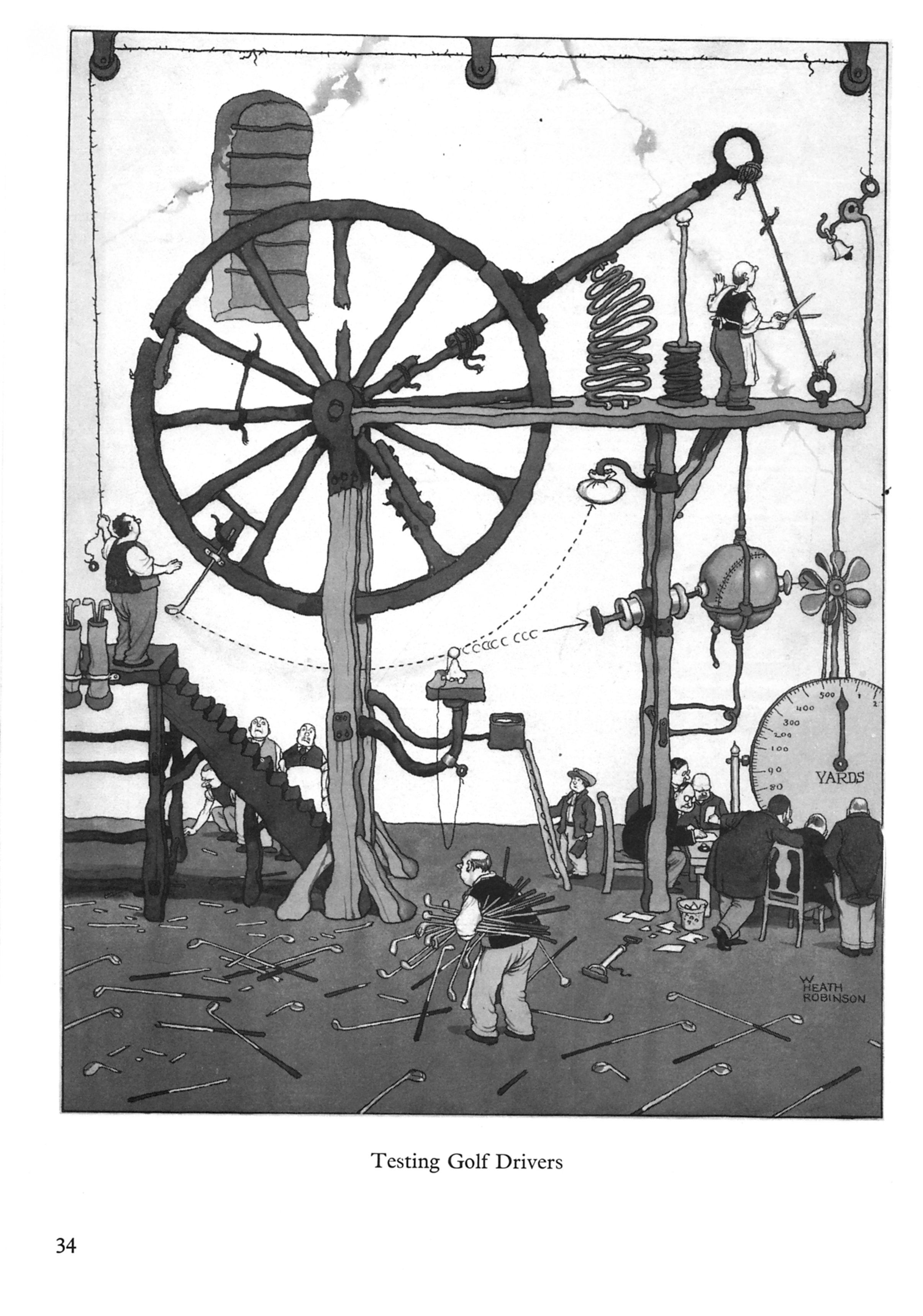
Testing Golf Drivers, uma típica "engenhoca de Heath Robinson".

O início de sua carreira envolveu a ilustração de livros - entre outros: Danish Fairy Tales and Legends (1897), de Hans Christian Andersen, The Arabian Nights (1899), Tales from Shakespeare (1902), Gargantua and Pantagruel (1904), Twelfth Night (1908), Andersen's Fairy Tales (1913), A Midsummer Night's Dream (1914), The Water-Babies (1915), de Charles Kingsley, e Peacock Pie (1916), de Walter de la Mare. Robinson foi um dos principais ilustradores selecionados por Percy Bradshaw para inclusão em seu The Art of the Illustrator (1917-1918), que apresentava um portfólio separado para cada um dos vinte ilustradores.
Robinson atuou como consultor na The Press Art School de Percy Bradshaw, uma escola que ensinava pintura, desenho e ilustração. Os consultores comentavam sobre os trabalhos enviados pelos alunos. No decorrer de seu trabalho, Robinson escreveu e ilustrou três livros infantis, The Adventures of Uncle Lubin (1902), Bill the Minder (1912) e Peter Quip in Search of a Friend (1922). Uncle Lubin é considerado o início de sua carreira na representação de máquinas improváveis.
Durante a Primeira Guerra Mundial, ele desenhou um grande número de cartuns, retratando armas secretas cada vez mais improváveis sendo usadas pelos combatentes e pela Força Expedicionária Americana na França.
Após a guerra, seu trabalho foi incluído no evento de pintura na competição de arte dos Jogos Olímpicos de Verão de 1932.
Além de produzir um fluxo constante de desenhos humorísticos para revistas e anúncios, em 1934 ele publicou uma coleção de seus favoritos como Absurdities (Absurdos), tais como:
- "The Wart Chair. Um aparelho simples para remover uma verruga do topo da cabeça"
- "Ressuscitando scones de trem velhos para redistribuição nos bufês das estações"
- "The multimovement tabby silencer", que jogava água automaticamente em gatos que faziam serenatas.

Desde então, a maioria de seus desenhos foi reimpressa várias vezes em diversas coleções.
Em 1935, a Great Western Railway (GWR) o encarregou de criar um conjunto de charges sobre a própria GWR, que foi publicado como Railway Ribaldry. O prefácio observa que o cartunista teve liberdade para reimaginar a história para a diversão de seus clientes. O resultado é um livro de capa mole de 96 páginas com desenhos alternados de página inteira e vinhetas menores, todos sobre assuntos pertinentes.
As máquinas que ele desenhava eram frequentemente movidas por caldeiras a vapor ou chaleiras, aquecidas por velas ou uma lâmpada de álcool e geralmente mantidas em funcionamento por homens carecas, de óculos e de macacão. Havia arranjos complexos de polias, enfiadas por cordas com nós. Os desenhos de Robinson eram tão populares que, na Grã-Bretanha, o termo "Heath Robinson" é usado para se referir a uma máquina improvável e frágil, que mal se mantém em funcionamento por meio de ajustes incessantes. (O termo correspondente nos EUA é Rube Goldberg, em homenagem ao cartunista americano nascido pouco mais de uma década depois, com a mesma devoção por máquinas estranhas. "Invenções" semelhantes foram desenhadas por cartunistas de muitos países, sendo que o dinamarquês Storm Petersen está no mesmo nível de Robinson e Goldberg).
Uma de suas séries de ilustrações mais famosas foi a que acompanhou o primeiro livro da série Professor Branestawm, escrito por Norman Hunter. As histórias contavam sobre o professor homônimo, que era brilhante, excêntrico e esquecido, e forneciam um cenário perfeito para os desenhos de Robinson.

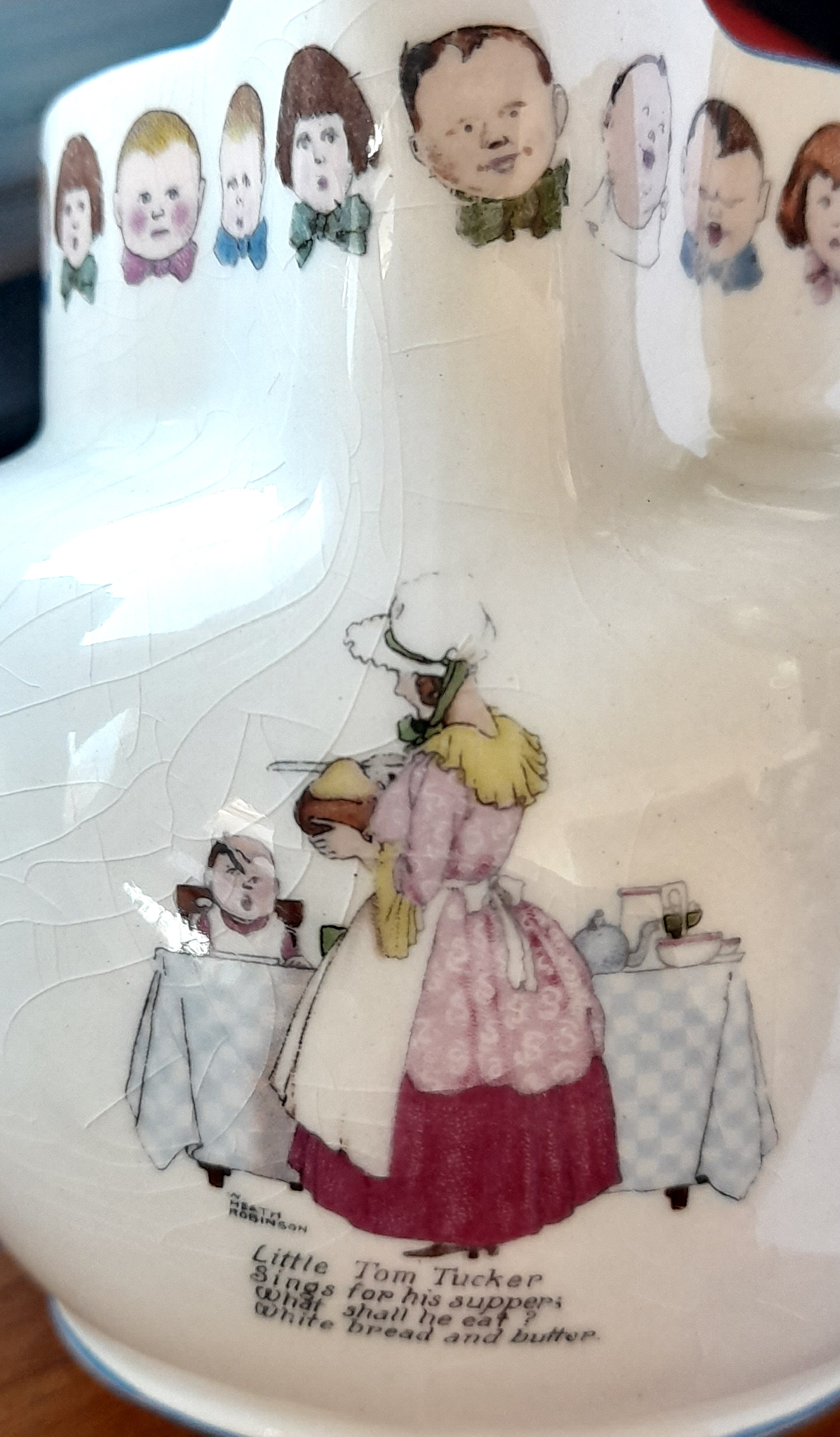
"Fairyland on China" para a Midwinter Pottery, c. 1928.

Por volta de 1928, Robinson foi contratado para projetar uma linha de artigos infantis para a W.R. Midwinter, uma empresa de cerâmica de Staffordshire. Cenas de dezesseis cantigas de roda (algumas ilustradas com mais de uma vinheta) foram impressas em utensílios que variavam de copos de ovos a barris de biscoito, cada um com uma borda decorativa de rostos de crianças. Intitulada "Fairyland on China", a linha foi avaliada favoravelmente pela imprensa especializada.
O último projeto em que Robinson trabalhou pouco antes de morrer foram as ilustrações para a coleção de contos Once Upon a Time, de Lilian M. Clopet, publicada em 1944.
Uma das máquinas de análise automática construídas para Bletchley Park durante a Segunda Guerra Mundial para auxiliar na decodificação do tráfego de mensagens alemãs foi batizada de "Heath Robinson" em sua homenagem. Ela foi uma predecessora direta do Colossus, o primeiro computador eletrônico digital programável do mundo.

## Vida pessoal
Em 1903, ele se casou com Josephine Latey, filha do editor de jornal John Latey. Em 1908, os Robinsons se mudaram para Pinner, Middlesex, onde tiveram dois filhos, Joan e Oliver. Sua casa em Moss Lane é comemorada com uma blue plaque.
Em 1918, os Heath Robinsons se mudaram para Cranleigh, Surrey, onde sua filha frequentou a St Catherine's School, Bramley, e seu filho frequentou a Cranleigh School. Heath Robinson desenhava projetos e ilustrações para instituições e escolas locais. Ele era muito velho para se alistar na Primeira Guerra Mundial; ele contratou dois prisioneiros de guerra alemães para jardinagem após o armistício. Em 1929, os Heath Robinsons retornaram a Londres, onde seus dois filhos estavam trabalhando.

## Morte e legado
Ele morreu em setembro de 1944, durante a Segunda Guerra Mundial, e está enterrado no Cemitério de East Finchley.
O Museu Heath Robinson foi inaugurado em outubro de 2016 para abrigar uma coleção de quase 1.000 obras de arte originais de propriedade do The William Heath Robinson Trust. O museu fica no Memorial Park, em Pinner, perto de onde o artista viveu e trabalhou.

## Cultura popular

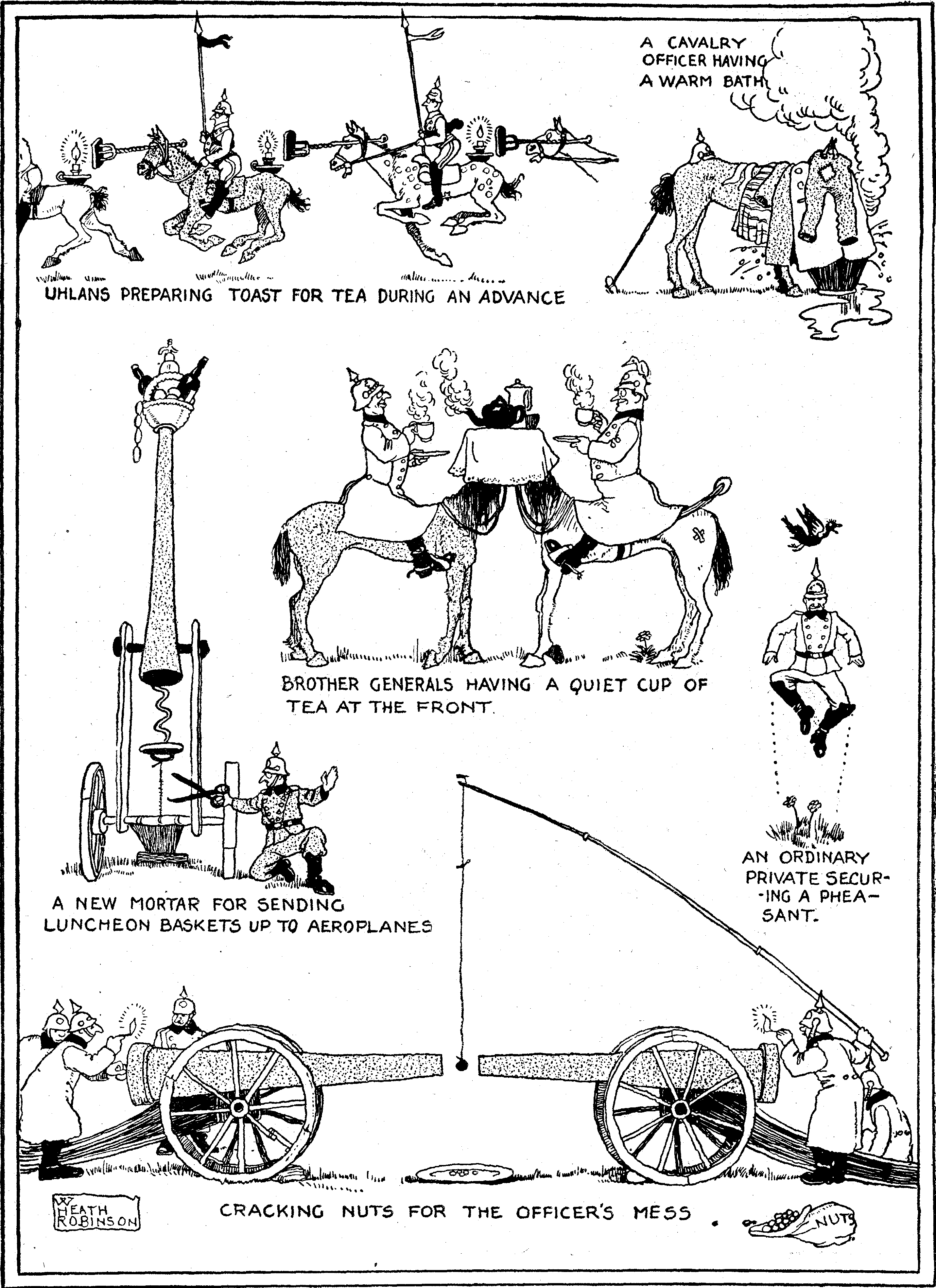
Um desenho da Primeira Guerra Mundial de W. Heath Robinson.

O nome "Heath Robinson" tornou-se parte da linguagem comum no Reino Unido para invenções complexas que alcançavam resultados simples após seu uso como gíria durante a Primeira Guerra Mundial de 1914-1918.
Nos filmes de Wallace e Gromit, Wallace frequentemente inventa máquinas parecidas com as de Heath Robinson, sendo que algumas invenções são referências diretas.
Durante a Guerra das Malvinas (1982), as aeronaves Harrier britânicas não possuíam o mecanismo convencional de distribuição de radares ("chaff"). Portanto, os engenheiros da Marinha Real Britânica projetaram um sistema de distribuição improvisado com varetas de solda, pinos partidos e barbante que permitia que seis pacotes de chaff fossem armazenados no local do freio aerodinâmico e acionados em voo. Devido à sua natureza improvisada e desorganizada, esse sistema era frequentemente chamado de "modificação de chaff de Heath Robinson".

## Obras

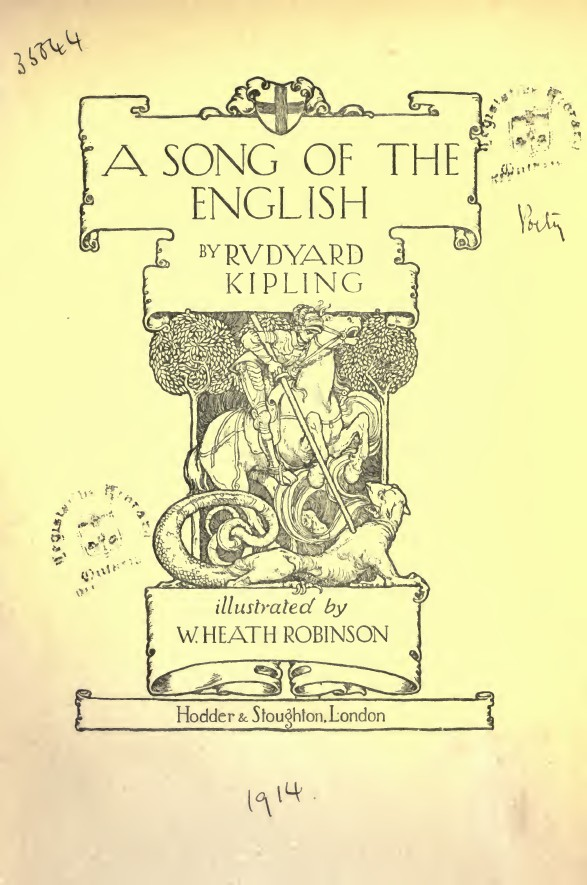
Página de título de A Song of the English, de Rudyard Kipling, ilustrado por W. Heath Robinson, c. 1914.

- Patterson, R.F., ilustrado por W. Heath Robinson, Mein Rant: A Summary in Light Verse of Mein Kampf. 1940.
- Robinson, W. Heath, Works of Edgar Allan Poe, Bell. 1900.
- Robinson, W. Heath, Uncle Lubin, Richards. 1902.
- Robinson, W. Heath, Adventures of Don Quixote, J.M. Dent. 1902.
- Kipling, Rudyard, A Song of the English, ilustrado por W. Heath Robinson, Londres: Hodder & Stoughton. 1909.
- Robinson, W. Heath, Bill the Minder, Constable & Co., Londres, 1912.
- Robinson, W. Heath, Some "Frightful" War Pictures, Duckworth. 1915.
- Robinson, W. Heath, Hunlikely!, Duckworth. 1916.
- Robinson, W. Heath, The Saintly Hun: a book of German virtues, Duckworth. 1917.
- Robinson, W. Heath, Flypapers, Duckworth. 1919.
- Robinson, W. Heath, The Rabelais, Rabelais.1921.
- Robinson, W. Heath, Peter Quip in Search of a Friend, Partridge 1921.
- Robinson, W. Heath, Humours of Golf, Methuen. 1923, [Duckworth. 1973, ISBN 978-0-7156-0915-6].
- Robinson, W. Heath, Heath Robinson's Book of Goblins, Hutchinson & Co, Londres, 1934.
- Robinson, W. Heath, Absurdities: A Book of Collected Drawings, Hutchinson. 1934, [Duckworth. 1975, ISBN 978-0-7156-0920-0].
- Robinson, W. Heath, Railway Ribaldry, Great Western Railway, 1935.
- Robinson, W. Heath, Railway Ribaldry, Duckworth. 1935, [Duckworth. 1997, ISBN 978-0-7156-0823-4].
- Robinson, W. Heath, How to Live in Flat, Hutchinson. 1936, [Duckworth. 1976].
- Robinson, W. Heath, How to be a Perfect Husband , Hutchinson & Co, Londres, 1937.
- Robinson, W. Heath, How to Make a Garden Grow, Hutchinson & Co, Londres, 1938.
- Robinson, W. Heath, How to be a Motorist, Hutchinson & Co, Londres, 1939.
- Robinson, W. Heath, How to Make the Best of Things, Hutchinson & Co, Londres, 1941.
- Robinson, W. Heath, How to Build a New World, Hutchinson & Co, Londres, 1943.
- Robinson, W. Heath, How to Run a Communal Home, Hutchinson & Co, Londres, 1944.
- Robinson, W. Heath, My Line of Life, Blackie & Sons. 1938.
- Robinson, W. Heath, Let's Laugh: A Book of Humorous Inventions, Hutchinson. 1939.
- Robinson, W. Heath, Heath Robinson at War, Methuen. 1942.
- Clopet, Lilian M., ilustrado por W. Heath Robinson, Once Upon a Time. 1944.
- Lewis, John, Heath Robinson Artist and Comic Genius, Barnes and Noble. 1973.
- Robinson, W. Heath, Inventions, [Duckworth. 1973, ISBN 978-0-7156-0724-4].
- De Freitas, Leo John, The Fantastic Paintings of Charles and William Heath Robinson, Peacock/Bantam. 1976.
- Robinson, W. Heath, Devices, [Duckworth. 1977, ISBN 978-0-7156-1268-2].
- Beare, Geoffrey, The Illustrations of W. Heath Robinson, Werner Shaw. 1983.
- Beare, Geoffrey, W. Heath Robinson, Chris Beetles. 1987.
- Hamilton, James, William Heath Robinson, Pavilion. 1992.
- Beare, Geoffrey, The Brothers Robinson, Chris Beetles. 1992.
- Beare, Geoffrey, The Art of William Heath Robinson, Dulwich Picture Gallery. 2003.
- Robinson, W. Heath, Contraptions, Duckworth. 2007.
- Robinson, W. Heath, Britain at Play, Duckworth. 2008.
- Beare, Geoffrey, Heath Robinson's Commercial Art, Lund Humphries, 2017.
- Hart-Davis, Adam, Very Heath Robinson, Sheldrake Press. 2017.